# Rosișkî, Petropavlivka
Rosișkî (în ucraineană Росішки) este un sat în comuna Lozove din raionul Petropavlivka, regiunea Dnipropetrovsk, Ucraina.

## Demografie
Componența lingvistică a localității Rosișkî
     Ucraineană (95,7%)
     Rusă (4,06%)
     Alte limbi (0,24%)
Conform recensământului din 2001, majoritatea populației localității Rosișkî era vorbitoare de ucraineană (95,7%), existând în minoritate și vorbitori de rusă (4,06%).